# Monopluralismus
Monopluralismus (von altgriech. μόνος = „allein, einzig, nur“ und lat. plures = „viele“) stellt den Versuch dar, die Welt als Einheit „und“ Vielheit zu verstehen anstelle als Einheit „oder“ Vielheit. Obwohl damit begrifflich ein weiterer -ismus geschaffen wird, soll doch die Gefahr eines einseitigen Systems umgangen werden. Damit soll weder ein einseitiger Monismus noch ein unkritischer Pluralismus vertreten werden. Entsprechend den Annahmen der Systemtheorie wird eine interdisziplinäre Betrachtungsweise angestrebt.

## Kant
Der Monopluralismus kann sich auf Immanuel Kant (1724–1804) beziehen. Kant lehrte, dass die Vernunft als systematische Einheit betrachtet werden könne. Sie sei daher selbst systembildend. Der Einheit in der Mannigfaltigkeit liege ein System zugrunde. Jede Dogmatik sei aber in systematischer Hinsicht „unschicklich“.

„Denn unsere Vernunft (subjektiv) ist selbst ein System, aber in ihrem reinen Gebrauche, vermittelst bloßer Begriffe, nur ein System der Nachforschung nach Grundsätzen der Einheit, zu welcher Erfahrung allein den Stoff hergeben kann.“